# 洛伊弗峰

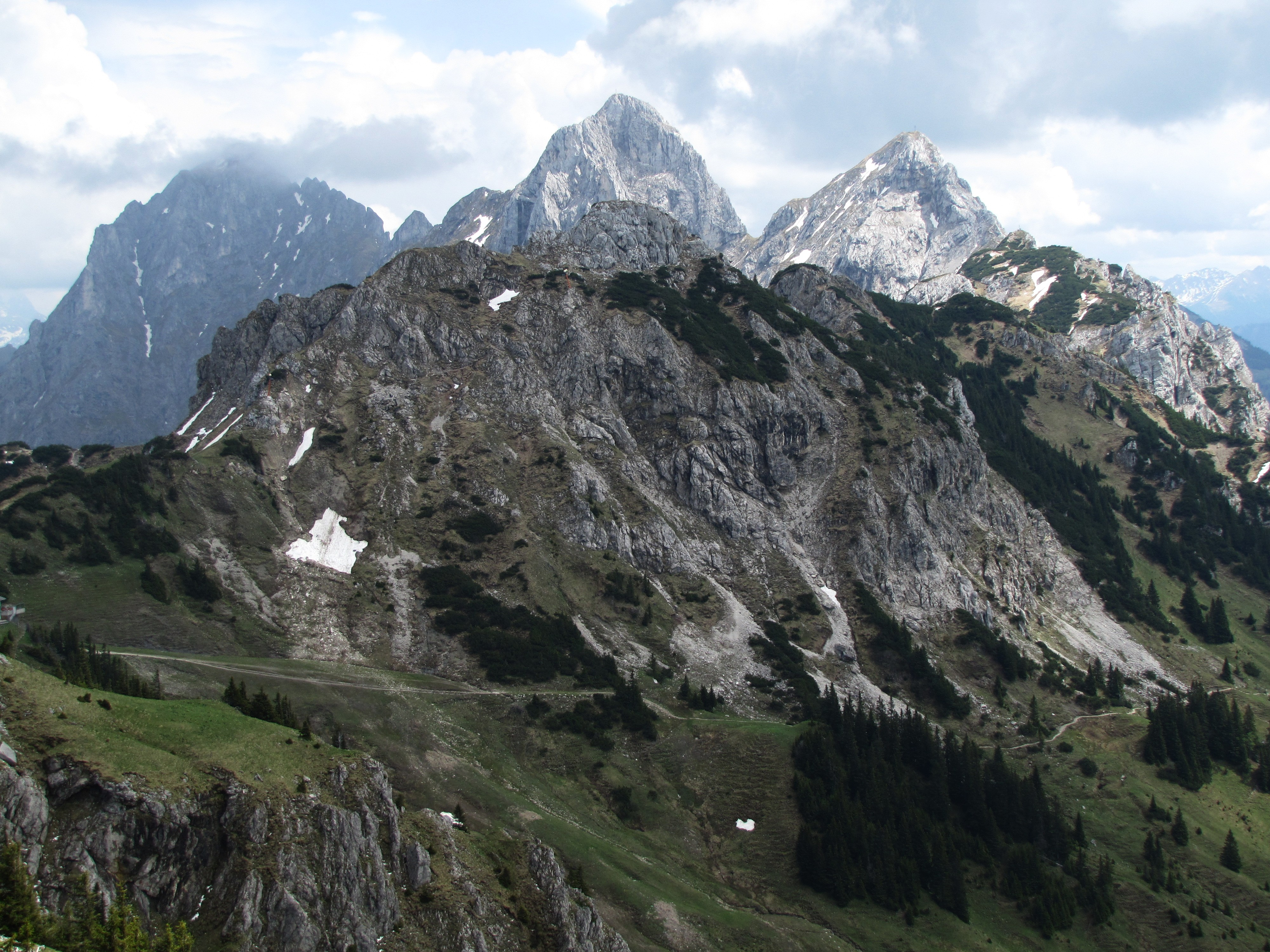

47°30′46″N 10°35′51″E / 47.51278°N 10.59750°E
洛伊弗峰（德語：Läuferspitze），是奧地利的山峰，位於該國西部，由蒂羅爾州負責管轄，屬於阿爾高阿爾卑斯山脈的一部分，距離沙奇羅芬山0.9公里，海拔高度1,958米，每年平均降雨量1,698毫米。